# Myrbackens naturreservat
Myrbackens naturreservat är ett naturreservat i Norrtälje kommun i Stockholms län.
Området är naturskyddat sedan 2017 och är 43 hektar stort. Reservatet ligger söder om Fyrsjön och består av  gammal granskog med inslag av lövträd och tall.